# 舒拉-邦杜里夫西卡
48°54′7″N 29°22′24″E / 48.90194°N 29.37333°E
舒拉-邦杜里夫西卡（烏克蘭語：Шура-Бондурівська），是烏克蘭的村落，位於該國西南部文尼察州，由海辛區負責管轄，面積2.32平方公里，海拔高度232米，2001年人口420，人口密度每平方公里181人。